# Митронов, Николай Романович
Николай Романович Митронов — советский хозяйственный, государственный и политический деятель.

## Биография
Родился в 1904 году в деревне Рудовичи. Член КПСС с 1928 года.
С 1921 года — на хозяйственной, общественной и политической работе. В 1921—1984 гг. — комсомольский и партийный работник в Белорусской ССР, студент, аспирант, научный сотрудник Высшей школы пропагандистов имени Свердлова ЦК ВКП(б), заместитель директора, директор, ректор Высшей партийной школы при ЦК КПСС, профессор Академии общественных наук при ЦК КПСС.
Делегат XXII и XXIV съездов КПСС.
Умер в 1990 году в Москве.